# Africa Unite
Africa Unite est un groupe musical rocksteady-dub-reggae  crée en 1981 à Pignerol dans la province de Turin.
Il s'agit de l'un des premiers groupes de reggae italien. Le nom est issu de la chanson de Bob Marley qui a inspiré le groupe .

## Histoire
En 1981, immédiatement après la disparition prématurée de Bob Marley, Bunna et Madaski créent à Pignerol le groupe Africa Unite représentant du reggae « made in Italy ».
Le début discographique a eu lieu en 1987 avec Mjekrari, suivi de Llaka,  suivent des concerts dans toute l'Italie.
En 2001, à l'occasion du 20e anniversaire de la mort de Marley, le groupe sort en hommage l'album 20,
une sélection de chansons de Marley dans un style africain .

## Formation

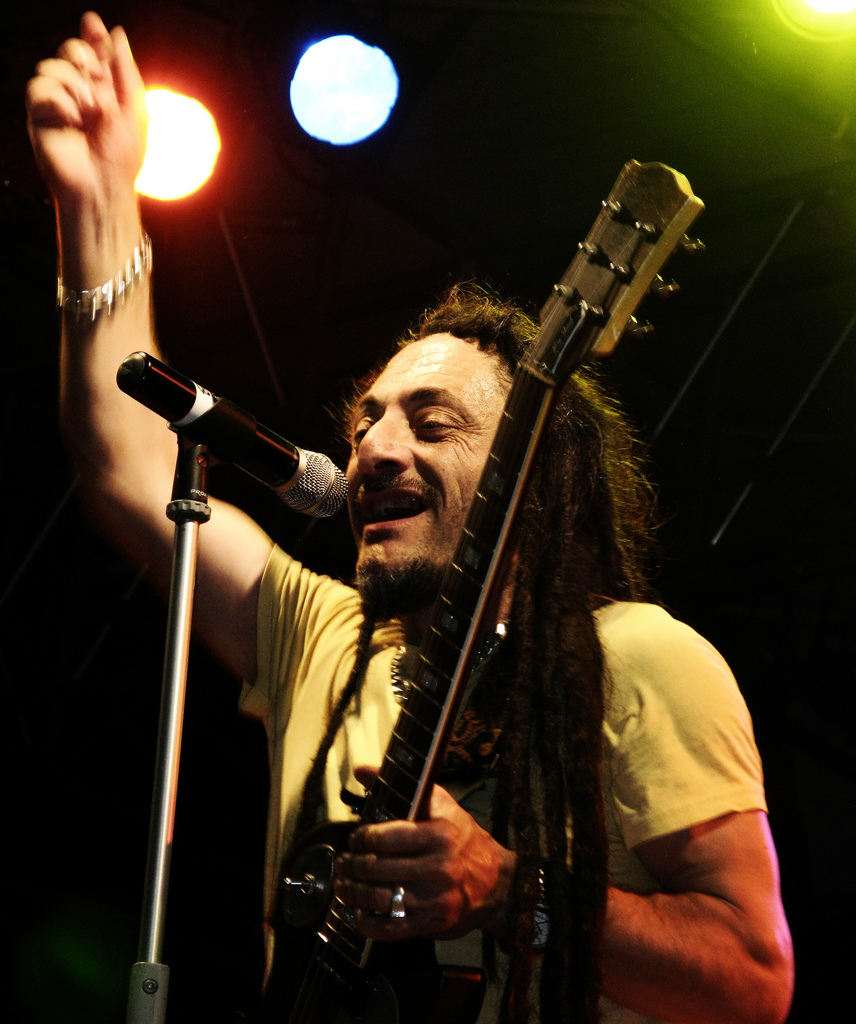
Bunna, membre fondateur du groupe

### Actuel
- Bunna : vocal,  guitare (1981-présent)
- Madaski : synthétiseur, vocal (1981-présent)
- Gabriele Peradotto : saxophone (2009-présent)
- Stefano Colosimo (Piri) : trombone (2009-présent)
- Marco Catania (Pakko) : basse  (2015-présent)
- Paparella Nicola (Papa Nico) : percussions (1988-présent)
- Marco Gentile (Benz) : guitare (2015)
- Matteo Mammoliti (Mammolo) : batterie (2017-présent)

### Anciens membres
- Mario Manduca : basse (1981-1987)
- Paolo Baldini : basse (2003-2014)
- Marcello Tamietti (Ras Cal) : batterie (1981-1990)
- Ciro Cirri : basse (1981-1991)
- Sharon May Linn : chœurs (1988-1991)
- Massimiliano Casacci : guitarrea (1991-1995)
- Sergio Pollone : batterie (1990-1995)
- Gianluca Senatore (Cato) : basse (1991-2003)
- Paolo Parpaglione (The Angelo) : saxophone (1991-2005)
- Davide Graziano : batterie (1991-2010)
- Ru Catania : guitare (1995-2011)
- Mr. T-bone : trombone (1999-2011)
- Patrick Benifei (Kikke) : clavier (2003-2007)
- Mauro Tavella : Échantillonneur (1991-)
- Alessandro Soresini : batterie (2010-2017)

## Discographie partielle

### Albums
- 1988 : Llaka
- 1988 : Mjekrari
- 1991 : People Pie
- 1993 : Babilonia e poesia
- 1995 : Un sole che brucia
- 1997 : Il gioco
- 2000 : Vibra
- 2001 - 20 (tribut à Bob Marley)
- 2003 : Mentre fuori piove
- 2006 : Controlli
- 2010 : Rootz
- 2015 : Il punto di partenza

### Albums live
- 1996 : In diretta dal sole
- 2002 : Reggae Vibrations Live
- 2004 : Un'altra ora

### Compil
- 1995 : Materiale resistente
- 1997 : Torino Boys
- 2005 : In dub (remix)
- 2007 : 4 Riddims 4 Unity
- 2008 : BiogrAfrica Unite (double CD + DVD)